# Горно-Врановци
Горно-Врановци (макед. Горно Врановци) — село в Республике Македония, входит в общину Чашка в Вардарском регионе страны, в историко-географической области Грохот (Гроот).
Село Горно-Врановци расположено в речной долине в горном массиве Мокра, в 32 км к западу от административного центра Вардарского региона — города Велес, село ближайшее к городу из окрестных сёл. Высота над уровнем моря — 587 м.

## История
В XIX веке село было мусульманским населённым пунктом в Османской империи, 1873 году в «Этнографии вилаетов Адрианополь, Монастырь и Салоники» изданной в 1878 году в Константинополе упоминается о 576 помаках-торбешах населявших село. В 1900 году здесь проживало 1900 жителей, все — болгары-мусульмане.
29 октября 1944 года в Горно-Врановцах был издан первый номер старейшей газеты в Републике Македония — «Нова Македония», который считается первым печатным документом на литературном македонском языке.
В 1950-е годы помаки, которые проживали в селе, переселились в Измир (Турция), на их место поселились албанцы из Косова.